# Kathryn Adams
Kathryn Adams, geboren als Ethalinda Colson (St. Louis, 25 mei 1893 - Hollywood, 17 februari 1959) was een Amerikaans actrice.
Nadat ze haar onsuccesvolle carrière in musicals achter zich liet, begon ze in 1915 in films te acteren. Nadat ze in enkele films te zien was als de vrouw op de voorgrond, daalde haar populariteit en kreeg ze nog enkel bijrollen aangeboden. Op een korte verschijning in The Squaw Man (1931) na, verliet ze de filmindustrie in 1925.

## Filmografie
- The Squaw Man (1931)
- Pampered Youth (1925)
- Borrowed Husbands (1924)
- The Man from Downing Street (1922)
- The Silver Car (1921)
- 813 (1920)
- Big Happiness (1920)
- The Best of Luck (1920)
- The Forbidden Woman (1920)
- Uncharted Channels (1920)
- The Brute Breaker (1919)
- A Little Brother of the Rich (1919)
- Cowardice Court (1919)
- A Rogue's Romance (1919) (als Katherine Adams)
- Whom the Gods Would Destroy (1919)
- The Silver Girl (1919) (als Catherine Adams)
- Gentleman of Quality (1919)
- Restless Souls (1919) (als Katherine Adams)
- Riders of the Purple Sage (1918)
- True Blue (1918)
- Raffles, the Amateur Cracksman (1917)
- Baby Mine (1917) (als Katherine Adams)
- The Customary Two Weeks (1917)
- The Streets of Illusion (1917)
- Hinton's Double (1917)
- The Valentine Girl (1917)
- The Woman and the Beast (1917)
- Pots-and-Pans Peggy (1917)
- The Vicar of Wakefield (1917)
- Divorce and the Daughter (1916)
- The Shine Girl (1916)
- Other People's Money (1916)
- For Uncle Sam's Navy (1916)
- The Romance of the Hollow Tree (1916)
- A Bird of Prey (1916)
- The Phantom Witness (1916)
- Bubbles in the Glass (1916)
- An Innocent Traitor (1915)
- Her Confession (1915)
- In Baby's Garden (1915)
- The Long Arm of the Secret Service (1915)
- Helene of the North (1915)
- The Pursuing Shadow (1915)
- After Dark (1915)
- The Shooting of Dan McGrew (1915)

- Bibliothèque nationale de France: cb16550072r (data)
- International Standard Name Identifier: 0000 0000 2690 560X
- Library of Congress Control Number: n87914384
- SNAC: w61697qx
- Virtual International Authority File: 43371960
- WorldCat: E39PBJx8Bckq6MbkCMmD3mVHmd